# Stollberg (Noord-Friesland)

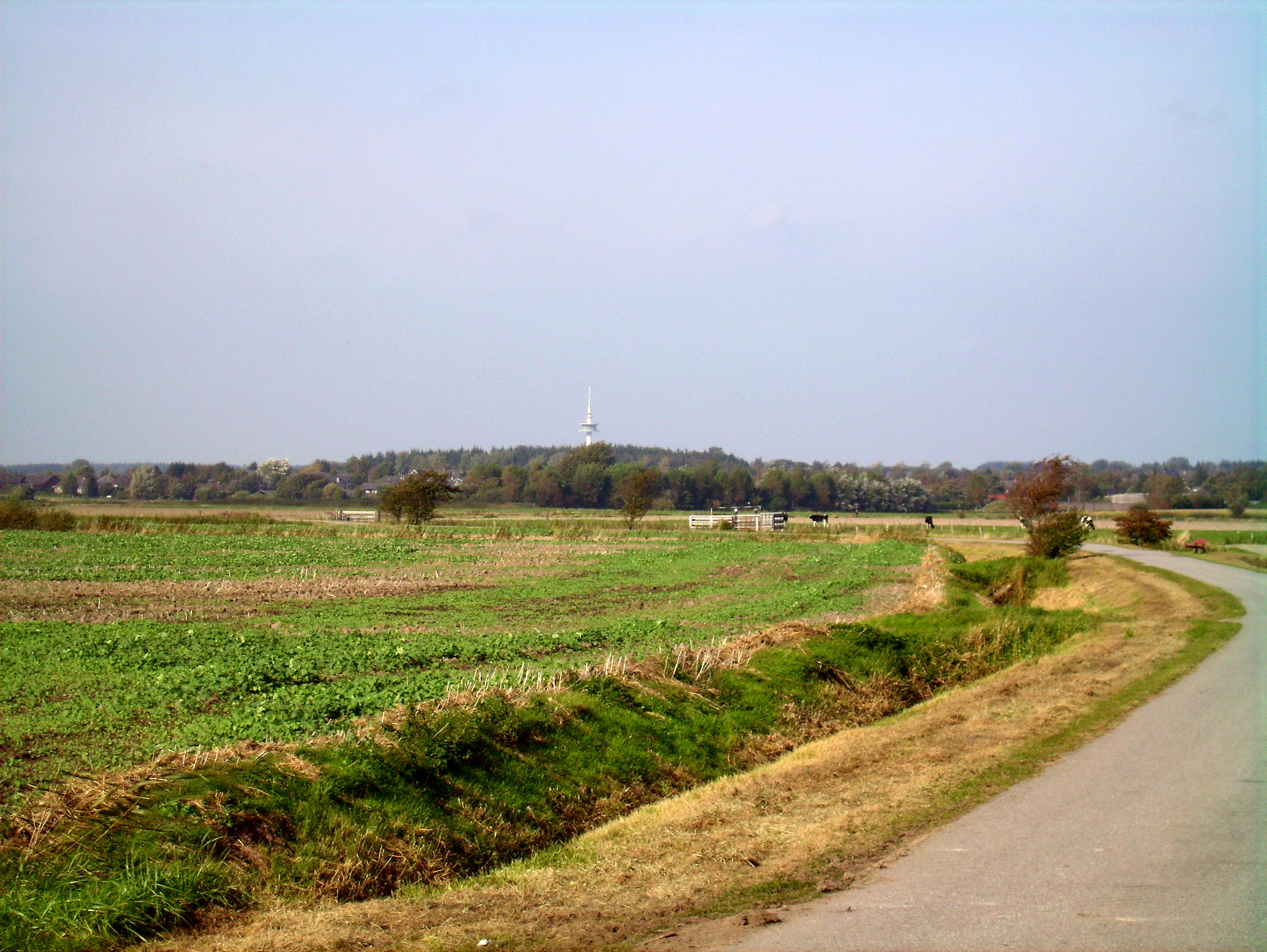
Blik vanaf Bredstedter Koog op de Stollberg.

De Stollberg is een heuvel nabij het dorp Bordelum aan de Bundesstraße 5 in de Kreis Nordfriesland in Sleeswijk-Holstein. De heuvel heeft een hoogte van 43,4 meter boven de zeespiegel en vormt daarmee het op drie na hoogste punt van Noord-Friesland. Op de heuvel staat een televisiemast.
De Stollberg is bekend vanwege de geneeskrachtige bron aan de voet van de heuvel. Aan deze bron worden niet alleen wonderbaarlijke genezingen toegeschreven, maar hij speelt ook een rol in de sage van de twaalf asega's, rond de Friese god Fosite.
In april 2002 heeft de regering van Sleeswijk-Holstein de Stollberg als recreatiegebied met natuurbescherming (Naturerlebnisraum) aangewezen.